# かつまたかずき
かつまた かずきは日本の漫画家。主に成人向け漫画雑誌に連載する。

## 作風
デフォルメ化された絵柄でロリ系の作品を多く発表している。基本的にはレイプ物や陵辱系の作品でも必ずオチではハッピーエンドにする方針だが、同人誌や二次元ドリームコミックスでの収録作品では救いもないままのバッドエンドな方向性の作品が見受けられる。

## 作品リスト

### 商業作品
- たたかうおんなのこたち 全2巻
- 美味しい少女の味わい方。
- ちっちゃい娘☆至上主義!
- ちっちゃい娘・萌え!
- ちっちゃい娘ラヴ!